# Metro Москва

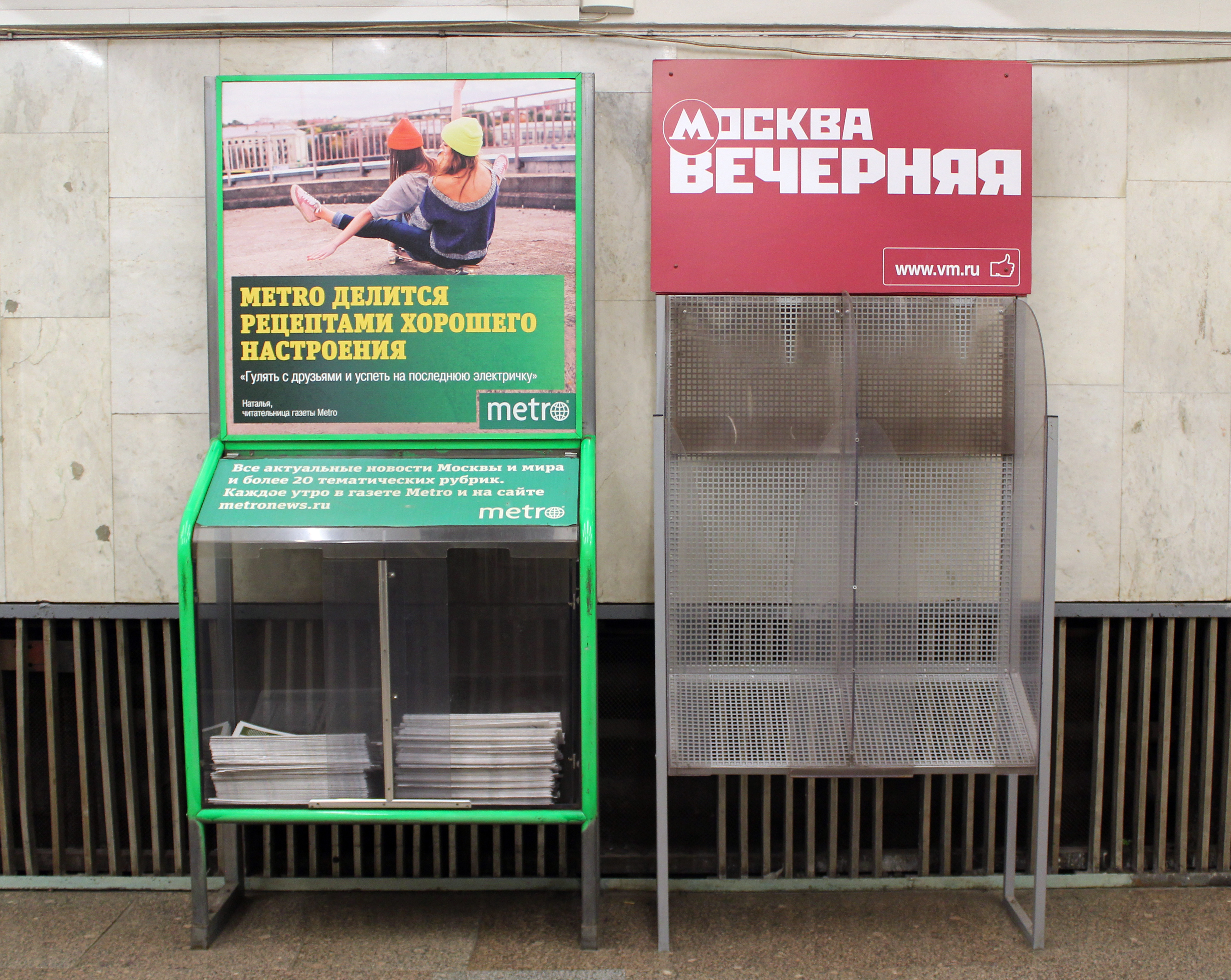
Точка распространения газет «Metro Москва» и «Вечерняя Москва» на станции метро Беговая

«Metro Москва́» — ежедневная информационная газета, распространяемая бесплатно в Москве (распространители раздают её на станциях Московского метрополитена и в дорожных пробках). Выпускается АО «Газета Метро». Финансируется за счёт размещения рекламы в самой газете и её приложениях.
Является составной частью глобальной сети бесплатных информационных изданий Metro, выпускаемых под эгидой шведской медиакомпании «Metro International» (зарегистрирована в Люксембурге, глобальная редакция медиакомпании ныне располагается в Лондоне); первая из газет Metro появилась в 1995 году в Стокгольме.

## История
В 1997 году московские власти, учитывая опыт стокгольмского издания Metro и созданной по его образцу газеты «Метро в Санкт-Петербурге», пришли к выводу о целесообразности наличия подобной бесплатной газеты и в российской столице. В результате постановлением Правительства Москвы (с привлечением в учредители ГУП «Московский метрополитен» и других инвесторов) было создано АО «Газета Метро». 1 сентября 1997 года вышел в свет первый номер газеты «Metro Москва», который был посвящён празднованию 850-летия Москвы.
В 2008 году основным владельцем АО «Газета Метро» стал новый российский акционер (группа ЕСН Григория Берёзкина), подписавший договор франшизы с концерном Metro International. В начале 2009 года новая команда российских менеджеров с привлечением 12 специалистов Metro International из Парижа, Лондона, Стокгольма, Хельсинки, Будапешта и Праги работала над дизайном обновлённой газеты. 2 марта 2009 года очередной номер газеты, ставшей отныне частью мировой сети газет Metro, вышел в новом дизайне с международным зелёным логотипом. Теперь у газеты обновились принципы формирования контента, причём она получила доступ к корреспондентской сети Metro International (500 журналистов во всём мире) и сама стала поставщиком новостей из России. С августа 2009 г. супервайзеры стали распространять газету «Metro Москва» не только на станциях метрополитена, но и среди автомобилистов, застрявших в дорожных пробках. С сентября 2010 года газета занимает первое место по объёмам локальной рекламы среди всех печатных изданий столицы.
Неуклонно увеличивается тираж газеты. В ноябре 2011 года он составлял 480 000 экземпляров, а в ноябре 2013 года — 510 000 экземпляров.
В апреле 2013 года доля газеты «Metro Москва» среди ежедневных и еженедельных московских газет на рынке локальной рекламы составляла 13,1 % (по данным TNS Russia), так что она продолжала удерживать лидерство по этому показателю.
В марте 2020 года стало известно, что мажоритарная доля издания продана правительству Москвы.

## Специализация
Основная тематика номеров газеты (помимо рекламных материалов):
- обзор важнейших событий в жизни Москвы, России и мира;
- тематические публикации корреспондентов;
- интервью;
- новости в областях финансов, спорта, шоу-бизнеса, театра и кино;
- вопросы образования и здравоохранения, и др.

Газета Metro Москва является организатором крупных общегородских мероприятий:
- гонка с препятствиями Tough Viking[8] (в 2015 году в гонке приняло участие более 5000 спортсменов из различных городов и стран мира);
- семейный фестиваль-пикник Metro Family;
- фестиваль молодых музыкантов Metro On Stage (традиционно проводится на Болотной площади в День города).